# 比奇凱
比奇凱是匈牙利的城鎮，位於該國北部，由費耶爾州負責管轄，面積78.88平方公里，該地區自石器時代已有人類居住，2011年人口11,659，其中約一半居民信奉天主教。
1. ↑  Bicske, KSH